# Leavenworth Nutcracker Museum
Le Leavenworth Nutcracker Museum (musée du casse-noix de Leavenworth) est un musée consacré aux casse-noix et casse-noisettes situé à Leavenworth (État de Washington, États-Unis). Ce musée, fondé en 1995 par Arlene Wagner et son mari George, abritait plus de 6 000 casse-noix en 2010. Arlene Wagner étudia le ballet sous la direction d'Alexandra Danilova, et par la suite l'enseigna elle-même. Elle a enseigné plusieurs productions du Casse-noisette de Tchaïkovski. Par la suite elle s'est passionnée pour les casse-noisettes et a commencé à les collectionner dans les années 1960. 
Le bâtiment, de style bavarois, qui abrite le musée couvre une surface de 280 mètres carrés. Le musée se trouve au-dessus de la « Nussknacker Haus », boutique de vente de casse-noix du couple Wagner.